# Źródła (województwo dolnośląskie)
Źródła – wieś w Polsce położona w województwie dolnośląskim, w powiecie średzkim, w gminie Miękinia.
Przez miejscowość przebiega droga krajowa DK94.

## Podział administracyjny
W latach 1975–1998 miejscowość należała administracyjnie do województwa wrocławskiego.

## Zabytki
Do wojewódzkiego rejestru zabytków wpisany jest:
- kościół pw. Świętego Krzyża, obronny, późnoromański z końca XIII wieku. W XVII w. dobudowano kruchtę i otoczono świątynię wraz z cmentarzem murem obronnym. Świątynia jednonawowa o sklepieniu krzyżowo-żebrowym. Wyposażenie wnętrza z różnych epok, romańska chrzcielnica,  późnogotyckie sakramentarium z pierwszych lat XVI w., renesansowe i barokowe epitafia z okresu 1580–1623, barokowa rzeźba Ukrzyżowanie i rokokowy ołtarz główny[5]

inne:
- piętrowy pałac, wybudowany na planie prostokąta, kryty wysokim dachem czterospadowym. Z ryzalitu ocalały dwa pilastry, które pierwotnie podtrzymywały trójkątny fronton[6].

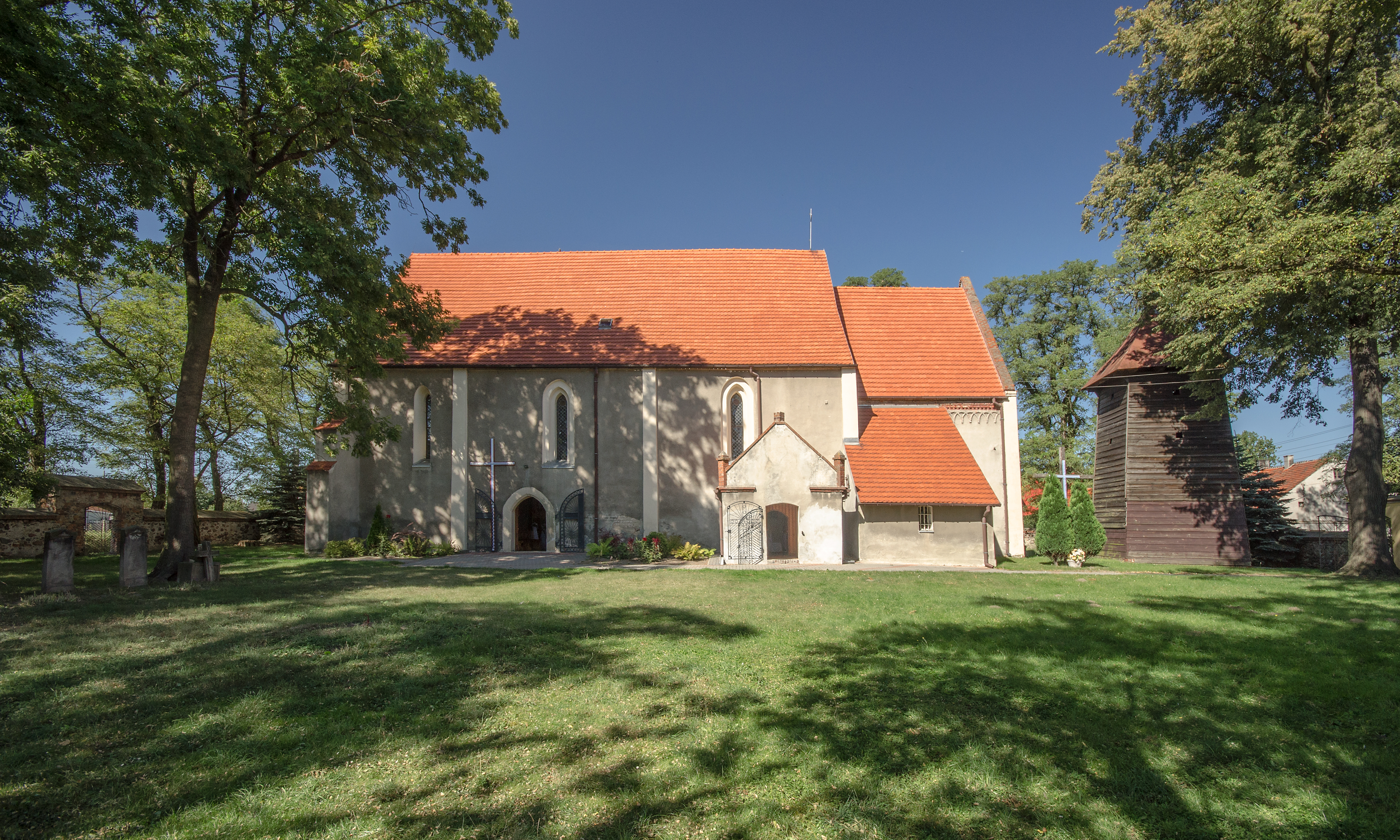
Kościół Świętego Krzyża
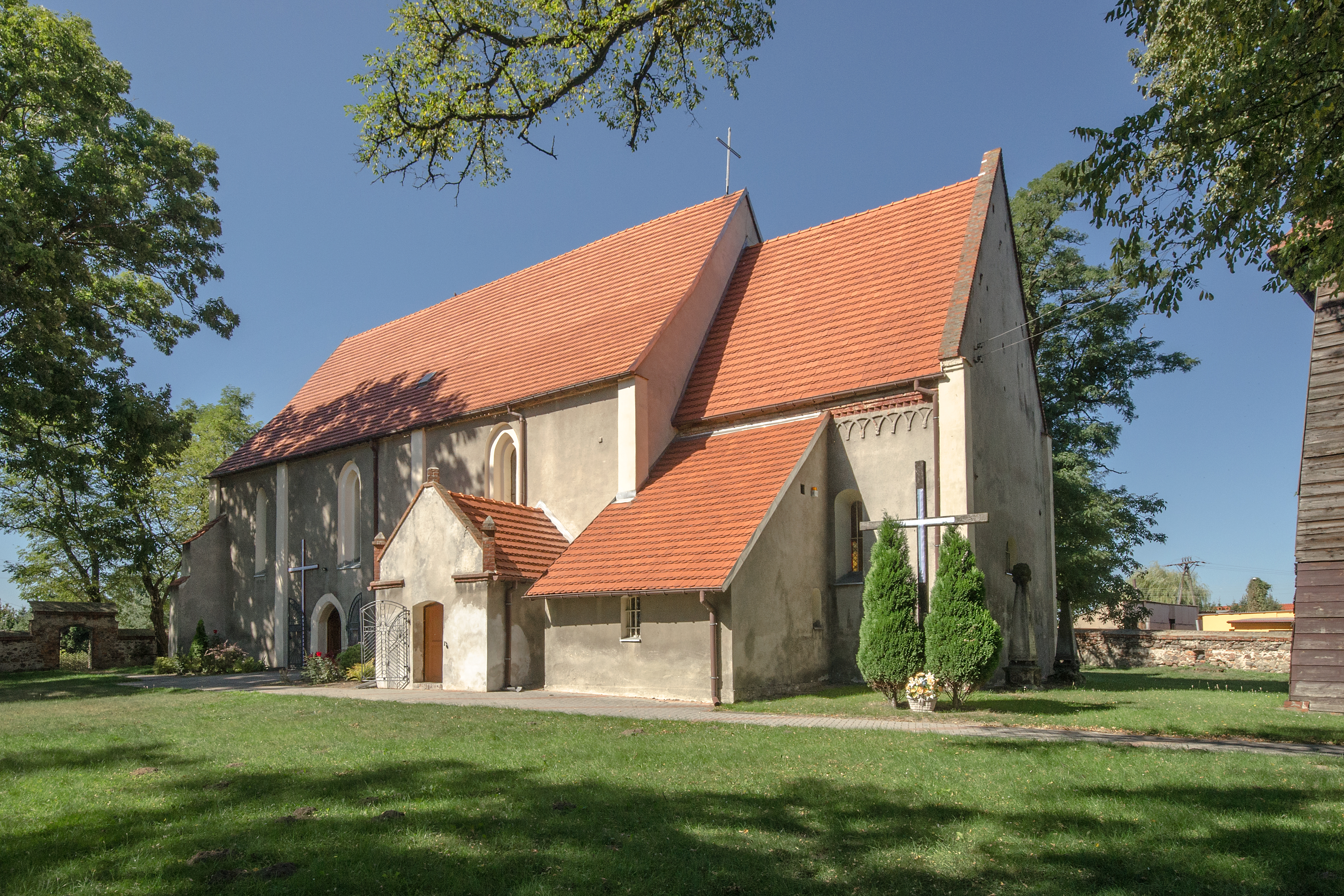
Kościół Świętego Krzyża